# Megpoid
Megpoid(일본어: メグッポイド)는 일본 주식회사 인터넷에서 야마하의 보컬 음성 합성 소프트웨어 VOCALOID2를 기반으로 만들어진 소프트웨어이다.

## 개요
일본의 인터넷 사에서 가쿠포이드 다음으로 발매한 두 번째 VOCALOID로, 2009년 6월 26일에 발매되었다. 목소리 데이터베이스는 나카지마 메구미의 목소리를 기초로 하였다. 나카지마 메구미는 《마크로스F》의 등장인물인 “란카 리”의 성우였고, 게다가 이미지 캐릭터의 디자인도 비슷해서 그녀가 담당한 Megpoid는 발매 전에 일본에서 “란카로이드”라는 별명이 있었다. 캐릭터 디자인은 만화가 유우키 마사미가 담당하였다. 이미지 캐릭터의 이름은 GUMI로, 목소리를 담당한 성우인 나카지마 메구미가 직접 지어주었다.

## 프로필과 캐릭터 관련

### 프로필
- 제품 이름: Megpoid(일본어: メグッポイド)
- 이미지 캐릭터 이름: GUMI
- 발매일: 2009년 6월 26일
- 별자리: 게자리 (점성술)
- 자신 있는 템포: 60 ~ 175 BPM
- 자신 있는 음역: F2 ~ A4

### 캐릭터 관련
인터넷 사도 크립톤 퓨처 미디어와 같이 메구포이드 캐릭터 사용에 대한 “지침”이 있고 이를 따라야만 한다. 크립톤에서 운영하는 피아프로에서 크립톤 VOCALOID 뿐만 아닌 Megpoid 관련 작품을 투고 가능하다.

## 음원
Megpoid는 2009년 6월 26일 VOCALOID2 엔진을 기반으로 발매된 VOCALOID 제품이다. 음성은 같은 회사 제품인 Gackpoid처럼 사람답게 되도록 조정하고, 나카지마 메구미의 목소리의 특징을 남기게 했다고 생각된다. 2011년 10월 21일, VOCALOID3를 채용한 “VOCALOID3 Megpoid” 인 Power, Whisper, Adult, Sweet 이렇게 4 종류의 라이브러리 음원을 발매하였다. 이들은 4개의 라이브러리를 모두 수록한 “VOCALOID3 Megpoid Complete”도 발매되었다. 원래는 목소리를 확장하기 위해 기획된 것으로, 처음에는 “extend”로 VOCALOID2 제품으로 개발이 진행되고 있었으나, VOCALOID3 엔진 발표로 인해 VOCALOID3 제품으로 발매되었다. 또한 “Megpoid Native”는 2012년 3월 16일에 발매했으며, 2013년 2월 28일에는 영어 라이브러리 “Megpoid ENGLSIH”가 발매되었다.

## 미디어 믹스

### 게임
하츠네 미쿠 Project mirai 2, 하츠네 미쿠 Project mirai 디럭스 (세가)
2012년 3월 8일 발매된 닌텐도 3DS 용 게임.
《하츠네 미쿠 and Future Stars Project mirai》에는 등장하지 않았으나, 《하츠네 미쿠 Project mirai 2》와《하츠네 미쿠 Project mirai 디럭스》부터는 Megpoid도 등장한다.
찾아와서 팁을 알려주거나 일부 PV에 나오는 역할로 등장한다.

### 도서
악의 딸
악곡 악의 딸을 소설화한 책. Megpoid(또는gumi)를 모티브로 한 구미리아가 등장한다.
악의 대죄 네메시스의 총구
악곡 네메시스의 총구를 소설화 한 책. Megpoid를 모티브로 한 네메시스 스도우가 등장한다.

## 같이 보기
- VOCALOID
- 나카지마 메구미
- 주식회사 인터넷
  - 가쿠포이드